# Бишоп, Кэт
Кэтрин Бишоп (англ. Catherine Bishop; род. 22 ноября 1971, Ли-он-Си, Эссекс) — британская гребчиха, выступавшая за сборную Великобритании по академической гребле в период 1995—2004 годов. Серебряная призёрка летних Олимпийских игр в Афинах, чемпионка мира, победительница и призёрка многих регат национального значения.

## Биография
Кэт Бишоп родилась 22 ноября 1971 года в городе Ли-он-Си графства Эссекс, Англия.
Занималась академической греблей во время учёбы в Пемброкском колледже, Аберистуитском университете и в Редингском университете. Проходила подготовку в клубе Marlow Rowing Club в Марлоу.
Дебютировала на взрослом международном уровне в сезоне 1995 года, когда вошла в основной состав британской национальной сборной и выступила на чемпионате мира в Тампере — в зачёте распашных рулевых восьмёрок сумела квалифицироваться лишь в утешительный финал B и расположилась в итоговом протоколе соревнований на седьмой строке.
В 1996 году отправилась представлять страну на летних Олимпийских играх в Атланте, здесь так же заняла седьмое место в восьмёрках.
В 1997 году в безрульных двойках выиграла серебряную медаль на этапе Кубка мира в Париже, в то время как на мировом первенстве в Эгбелете дошла только до стадии полуфиналов.
Одержала победу в безрульных двойках на этапе Кубка мира 1998 года в Хазевинкеле, побывала на чемпионате мира в Кёльне, откуда привезла награду серебряного достоинства, выигранную в той же дисциплине — в финале пропустила вперёд экипаж из Канады.
В 1999 году в безрульных двойках вновь была лучшей на этапе Кубка мира в Хазевикеле, финишировала пятой на мировом первенстве в Сент-Катаринсе.
Благодаря череде удачных выступлений удостоилась права защищать честь страны на летних Олимпийских играх 2000 года в Сиднее, однако попасть здесь в число призёров не смогла, в программе распашных двоек без рулевой оказалась девятой.
После сиднейской Олимпиады Бишоп осталась в составе гребной команды Великобритании на ещё один олимпийский цикл и продолжила принимать участие в крупнейших международных регатах. Так, в 2001 году она победила на этапе Кубка мира в Вене, выступила на мировом первенстве в Люцерне, где заняла пятое место в безрульных двойках и шестое место в рулевых восьмёрках.
В 2003 году в безрульных двойках была лучшей на этапе Кубка мира в Мюнхене и на чемпионате мира в Милане.
Находясь в числе лидеров британской национальной сборной, благополучно прошла отбор на Олимпийские игры 2004 года в Афинах — вместе с напарницей Кэтрин Грейнджер в финале программы безрульных двоек финишировала второй позади команды из Румынии и тем самым завоевала серебряную олимпийскую медаль. Вскоре по окончании этого сезона приняла решение завершить спортивную карьеру.
Впоследствии проявила себя на дипломатическом поприще, в 2001—2014 годах в качестве сотрудницы Министерства иностранных дел Великобритании работала в Лондоне, Боснии, Ираке.